# Pinnixa longipes
Pinnixa longipes är en kräftdjursart som först beskrevs av William Neale Lockington 1876.  Pinnixa longipes ingår i släktet Pinnixa och familjen Pinnotheridae. Inga underarter finns listade i Catalogue of Life.